# إحصائيات نادي برشلونة

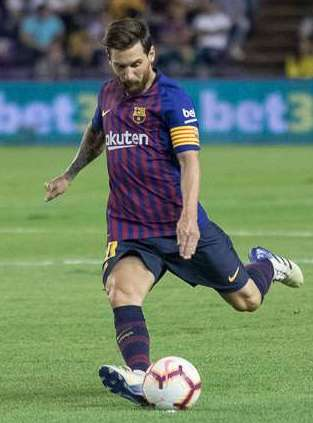
ليونيل ميسي، الذي ظهر في الصورة عام 2018، هو أفضل هداف لنادي برشلونة على الإطلاق، برصيد 709 أهدافًا في جميع المسابقات (بما في ذلك المباريات الودية).

نادي برشلونة لكرة القدم هو نادٍ محترف لكرة القدم، مقره برشلونة، كاتالونيا، إسبانيا. أسس النادي مجموعة من لاعبي كرة القدم السويسريين والألمان والإنجليز والكتالونيين بقيادة خوان غامبر عام 1899، وقد أصبح النادي رمزاً للثقافة الكاتالونية وقومية كتالونية، وبالتالي شعار النادي هو: أكثر من مجرد نادي (بالكتالونية: Més que un club). اسم نشيد برشلونة الرسمي: غناء برشلونة (بالكتالونية: Cant del Barça)، من تأليف جاومي بيكاس وجوزيب ماريا إسبيناس. على عكس العديد من أندية كرة القدم الأخرى، فإن جماهير نادي برشلونة، الذين هم أعضاء وأنصار النادي، يمتلكون ويديرون برشلونة. إنه أغنى نادي كرة قدم في العالم من حيث الإيرادات، حيث يبلغ حجم مبيعاته السنوية 715.1 مليون يورو في موسم 2020–21.
لعب برشلونة أول مباراة ودية له في 8 ديسمبر 1899 ضد المستعمرة الإنجليزية في برشلونة في المضمار القديم في بونانوفا. في البداية، لعب برشلونة ضد أندية محلية أخرى في بطولات كتالونية مختلفة. في عام 1929، أصبح النادي أحد الأعضاء المؤسسين للدوري الإسباني، وهو أول دوري وطني حقيقي في إسبانيا، ومنذ ذلك الحين حقق تميزًا بكونه واحدًا من ثلاثة أندية لم تهبط أبدًا، إلى جانب ريال مدريد وأثلتيك بلباو.
برشلونة هو النادي الأوروبي الوحيد الذي لعب كرة القدم القارية كل موسم منذ عام 1955. برشلونة لديه منافسة طويلة الأمد مع ريال مدريد، حيث يشار إلى المباريات بين الفريقين باسم الكلاسيكو (بالإسبانية: El Clásico) (بالكتالونية: El Clàssic). تُعرف المباريات ضد غريمه في المدينة إسبانيول باسم ديربي برشلونة.
اكتسب برشلونة العديد من الأرقام منذ تأسيسه. على الصعيد الإقليمي والمحلي والقاري، حقق النادي العديد من الأرقام القياسية في الفوز بالعديد من المسابقات الرسمية وغير الرسمية. خلال الوقت الذي لعب فيه النادي في المسابقات الإقليمية حتى نهاية البطولة الكاتالونية في عام 1940، فاز بـ23 لقباً من 38 محتملة. في عام 2009، أصبح برشلونة أول فريق إسباني يفوز بالثلاثية القارية المكونة من الدوري الإسباني وكأس ملك إسبانيا ودوري أبطال أوروبا، وفي عام 2015 أصبح أول نادٍ في أوروبا يفوز بالثلاثية الثانية. في عام 2009، فاز برشلونة بالسداسية غير مسبوقة تتكون من الثلاثية القارية، كأس السوبر الإسباني، كأس السوبر الأوروبي وكأس العالم للأندية. تعاقد برشلونة مع العديد من اللاعبين البارزين، محققاً الرقم القياسي العالمي في قيمة الانتقال في ثلاث مناسبات مع شراء يوهان كرويف من أياكس في عام 1973 ودييغو مارادونا من بوكا جونيورز في عام 1982 ورونالدو من آيندهوفن في عام 1996. حصل لاعبو النادي على سبع جوائز فيفا لأفضل لاعب في العالم، واثنتي عشرة جائزة الكرة الذهبية، وأربع كرات فيفا الذهبية، وثلاث جوائز أوروبية لأفضل لاعب في أوروبا، وثماني جوائز أوروبية للحذاء الذهبي، أكثر من أي نادٍ آخر.

## الإنجازات
فاز برشلونة بأول لقب له في عام 1902 عندما رفع كأس ماكايا، الذي كان سلفًا للبطولة الكاتالونية. فاز النادي بالبطولة الكاتالونية 23 مرة خلال 40 عامًا من البطولة.
عندما تم إنشاء الدوري الوطني في عام 1929، تراجعت أهمية الدوري الإقليمي، وتم التخلي عنه في عام 1940. منذ ذلك الحين، لم يشارك برشلونة في المسابقات الإقليمية حتى إنشاء كوبا كاتالونيا عام 1993، وهو الكأس الذي فاز به تسع مرات وهو رقم قياسي.
هو النادي الأكثر نجاحاً في إسبانيا، بعد أن فاز بما مجموعه 80 لقباً محلياً: 28 الدوري الإسباني، رقم قياسي 32 كأس الملك، رقم قياسي 15 كأس السوبر دي إسبانيا، رقم قياسي ثلاثة كأس إيفا دوارتي ورقم قياسي اثنين كأس الدوري الاسباني.
يعتبر النادي أيضاً أحد أكثر الأندية نجاحاً في كرة القدم الدولية للأندية، حيث فاز بإجمالي 22 لقباً رسمياً، منها 14 بطولة أوروبية 8 تم اعتمادها من قبل الفيفا. كما حصل على أكبر عدد من الألقاب بين أي نادٍ في الدوريات الخمس الكبرى في أوروبا، مع 98، متقدماً بفارق ضئيل على ريال مدريد برصيد 96، باستثناء الكؤوس الكاتالونية والقشتالية الإقليمية. لديهم رقم قياسي مشترك في كأسين لاتينيين، وثلاثة كؤوس معارض بين المدن (رسمي من قبل فيفا)، وخمسة ألقاب لدوري أبطال أوروبا، وخمسة ألقاب لكأس السوبر الأوروبي، وأربعة كأس الكؤوس الأوروبية، وثلاثة كأس العالم للأندية، فقط خلف ريال مدريد برصيد 5 ألقاب.

### الألقاب الإقليمية (35)
- بطولة كاتالونيا (كامبيونات دي كاتالونيا):[9]

- البطل (23) (رقم قياسي):

- كأس ماكايا (1): 1902

- كأس برشلونة (1): 1903

- بطولة كاتالونيا (21): 1904–05، 1908–09، 1909–10، 1910–11، 1912–13، 1915–16، 1918–19، 1919–20، 1920–21، 1921–22، 1923–24، 1924–25، 1925–26، 1926–27، 1927–28، 1929–30، 1930–31، 1931–32، 1934–35، 1935–36، 1937–38

- الوصيف (7):

- كأس ماكايا (1): 1901
- بطولة كاتالونيا (6) : 1906–07، 1907–08، 1911–12، 1914–15، 1932–33، 1936–37

- دوري البحر المتوسط:

- البطل  (1) (رقم قياسي): 1936–37

- الدوري الكاتالوني:[10]

- البطل  (1) (رقم قياسي): 1937–38

- كأس كتالونيا:[11]

- البطل (8) (رقم قياسي): 1990–91، 1992–93، 1999–2000، 2003–04، 2004–05، 2006–07، 2012–13، 2013–14
- الوصيف (10): 1995–96، 1996–97، 1997–98، 2000–01، 2001–02، 2005–06، 2007–08، 2009–10، 2010–11، 2015–16

- كأس السوبر الكتالوني:

- البطل (2) (رقم قياسي): 2014،  2018
- الوصيف (2): 2016،  2019

### الألقاب المحلية (80)
- الدوري الإسباني:[18]

- البطل (28): 1929، 1944–45، 1947–48، 1948–49، 1951–52، 1952–53، 1958–59، 1959–60، 1973–74، 1984–85، 1990–91، 1991–92، 1992–93، 1993–94، 1997–98، 1998–99، 2004–05، 2005–06، 2008–09، 2009–10، 2010–11، 2012–13، 2014–15، 2015–16، 2017–18، 2018–19، 2022–23، 2024–25

- الوصيف (28): 1929–30، 1945–46، 1953–54، 1954–55، 1955–56، 1961–62، 1963–64، 1966–67، 1967–68، 1970–71، 1972–73، 1975–76، 1976–77، 1977–78، 1981–82، 1985–86، 1986–87، 1988–89، 1996–97، 1999–2000، 2003–04، 2006–07، 2011–12، 2013–14، 2016–17، 2019–20، 2021–22، 2023–24

- كأس ملك إسبانيا:[19]

- البطل (32) (رقم قياسي):

1909–10: 3–2 ضد. إسبانيول مدريد
1911–12: 2–0 ضد. ريال سوسيداد خيمناستيكا
1912–13: 2–1 ضد. ريال سوسيداد
1919–20: 2–0 ضد. أثلتيك بلباو
1921–22: 5–1 ضد. ريال يونيون
1924–25: 2–0 ضد. غوتكسو
1925–26: 3–2 ضد. أتلتيكو مدريد
1927–28: 3–1 ضد. ريال سوسيداد
1941–42: 4–3 ضد. أثلتيك بلباو
1950–51: 3–0 ضد. ريال سوسيداد
1951–52: 4–2 ضد. فالنسيا
1952–53: 2–1 ضد. أثلتيك بلباو
1956–57: 1–0 ضد. إسبانيول
1958–59: 4–1 ضد. غرناطة
1962–63: 3–1 ضد. سرقسطة
1967–68: 1–0 ضد. ريال مدريد
1970–71: 4–3 ضد. فالنسيا
1977–78: 3–1 ضد. لاس بالماس
1980–81: 3–1 ضد. سبورتينغ خيخون
1982–83: 2–1 ضد. ريال مدريد
1987–88: 1–0 ضد. ريال سوسيداد
1989–90: 2–0 ضد. ريال مدريد
1996–97: 3–2 ضد. ريال بيتيس
1997–98: 1–1 ضد. مايوركا (5–4 ركلات جزاء ترجيحية)
2008–09: 4–1 ضد. أثلتيك بلباو
2011–12: 3–0 ضد. أثلتيك بلباو
2014–15: 3–1 ضد. أثلتيك بلباو
2015–16: 2–0 ضد. إشبيلية
2016–17: 3–1 ضد. ألافيس
2017–18: 5–0 ضد. إشبيلية
2020–21: 4–0 ضد. أثلتيك بلباو
2024–25: 3–2 ضد. ريال مدريد
- الوصيف (11):

1918–19: 2–5 ضد. غوتكسو
1931–32: 0–1 ضد. أثلتيك بلباو
1935–36: 1–2 ضد. ريال مدريد
1953–54: 0–3 ضد. فالنسيا
1973–74: 0–4 ضد. ريال مدريد
1983–84: 0–1 ضد. أثلتيك بلباو
1985–86: 0–1 ضد. سرقسطة
1995–96 ‏: 0–1 ضد. أتلتيكو مدريد
2010–11: 0–1 ضد. ريال مدريد
2013–14: 1–2 ضد. ريال مدريد
2018–19: 1–2 ضد. فالنسيا
- كأس الدوري الإسباني:[20]

- البطل (2) (رقم قياسي):

1982–83: 4–3 (2–2 / 2–1) ضد. ريال مدريد
1985–86: 2–1 (1–0 / 2–0) ضد. ريال بيتيس
- كأس السوبر الإسباني:[21]

- البطل (15) (رقم قياسي):

1983: 3–2 (3–1 / 0–1) ضد. أثلتيك بلباو
1991: 2–1 (0–1 / 1–1) ضد. أتلتيكو مدريد
1992: 5–2 (3–1 / 1–2) ضد. أتلتيكو مدريد
1994: 6–5 (0–2 / 4–5) ضد. سرقسطة
1996: 6–5 (5–2 / 3–1) ضد. أتلتيكو مدريد
2005: 4–2 (0–3 / 1–2) ضد. ريال بيتيس
2006: 4–0 (0–1 / 3–0) ضد. إسبانيول
2009: 5–1 (1–2 / 3–0) ضد. أثلتيك بلباو
2010: 5–3 (3–1 / 4–0) ضد. إشبيلية
2011: 5–4 (2–2 / 3–2) ضد. ريال مدريد
2013: 1–1 (1–1 / 0–0) ضد. أتلتيكو مدريد
2016: 5–0 (0–2 / 3–0) ضد. إشبيلية
2018: 2–1 ضد. إشبيلية
2023: 3–1 ضد. ريال مدريد
2025: 5–2 ضد. ريال مدريد
- الوصيف (12):

1985: 2–3 (3–1 / 1–0) ضد. أتلتيكو مدريد
1988: 2–3 (2–0 / 2–1) ضد. ريال مدريد
1990: 1–5 (0–1 / 4–1) ضد. ريال مدريد
1993: 2–4 (3–1 / 1–1) ضد. ريال مدريد
1997: 3–5 (2–1 / 4–1) ضد. ريال مدريد
1998: 1–3 (2–1 / 0–1) ضد. مايوركا
1999: 3–5 (1–0 / 3–3) ضد. فالنسيا
2012: 4–4 (3–2 / 2–1) ضد. ريال مدريد
2015: 1–5 (4–0 / 1–1) ضد. أثلتيك بلباو
2017: 1–5 (1–3 / 0–2) ضد. ريال مدريد
2021: 2–3 ضد. أثلتيك بلباو
2024: 1–4 ضد. ريال مدريد
- كأس إيفا دوارتي: (السلف لكأس السوبر الإسباني)[21]

- البطل (3) (رقم قياسي):

1948: 1–0 ضد. إشبيليةإشبيلية
1952: تم منحها بدون مباراة فاصلة حيث فاز برشلونة بكأس ملك إسبانيا والدوري الإسباني
1953: تم منحها بدون مباراة فاصلة حيث فاز برشلونة بكأس ملك إسبانيا والدوري الإسباني
- الوصيف (2):

1949: 4–7 ضد. فالنسيا
1951: 0–2 ضد. أتلتيكو مدريد

### الألقاب الأوروبية (19)
- دوري أبطال أوروبا:[22]

- البطل (5):

1991–92: 1–0 ضد. سامبدوريا
2005–06: 2–1 ضد. أرسنال
2008–09: 2–0 ضد. مانشستر يونايتد
2010–11: 3–1 ضد. مانشستر يونايتد
2014–15: 3–1 ضد. يوفنتوس
- الوصيف (3):

1960–61: 2–3 ضد. بنفيكا
1985–86: 0–0 ضد. ستيوا بوخارست (0–2 بركلات الترجيح)
1993–94: 0–4 ضد. ميلان
- كأس الكؤوس الأوروبية:[23]

- البطل (4) (رقم قياسي):

1978–79: 4–3 ضد. فورتونا دوسلدورف
1981–82: 2–1 ضد. ستاندارد لييج
1988–89: 2–0 ضد. سامبدوريا
1996–97: 1–0 ضد. باريس سان جيرمان
- الوصيف (2):

1968–69: 2–3 ضد. سلوفان براتيسلافا
1990–91: 1–2 ضد. مانشستر يونايتد
- كأس المعارض الأوروبية: (السلف لكأس الاتحاد الأوروبي)[24]

- البطل (3) (رقم قياسي):

1955–58: 8–2 (2–2 / 6–0) ضد. لندن XI
1958–60: 4–1 (0–0 / 4–1) ضد. برمنغهام سيتي
1965–66: 4–3 (0–1 / 2–4) ضد. سرقسطة
- الوصيف (1):

1961–62: 3–7 (6–2 / 1–1) ضد. فالنسيا
- مباراة فاصلة لكأس المعارض الأوروبية:

1971: (2–1) ضد. ليدز يونايتد
- كأس لاتينا:[25]

- البطل (2) (رقم قياسي مشترك):

1949: 2–1 ضد. سبورتينغ لشبونة
1952: 1–0 ضد. نيس
- كأس السوبر الأوروبي:[26]

- البطل (5):

1992: 3–2 (1–1 / 2–1) ضد. فيردر بريمن
1997: 3–1 (2–0 / 1–1) ضد. بوروسيا دورتموند
2009: 1–0 ضد. شاختار دونيتسك
2011: 2–0 ضد. بورتو
2015: 5–4 ضد. إشبيلية
- الوصيف (4):

1979: 1–2 (1–0 / 1–1) ضد. نوتينغهام فورست
1982: 1–3 (1–0 / 3–0) ضد. أستون فيلا
1989: 1–2 (1–1 / 1–0) ضد. ميلان
2006: 0–3 ضد. إشبيلية

### الألقاب العالمية (3)
- كأس العالم للأندية:[27]

- البطل (3):

2009: 2–1 ضد. إستوديانتس
2011: 4–0 ضد. سانتوس
2015: 3–0 ضد. ريفر بليت
- الوصيف (1):

2006: 0–1 ضد. إنترناسيونال
- كأس الإنتركونتيننتال: (السلف لكأس العالم للأندية)[28]

- الوصيف (1):

1992: 1–2 ضد. ساو باولو

### الثنائية والثلاثية والسداسية
- الثنائية

- ثنائية الدوري الإسباني وكأس ملك إسبانيا (9) (رقم قياسي):

1951–52 ‏، 1952–53 ‏، 1958–59 ‏، 1997–98 ‏، 2008–09 (كجزء من الثلاثية)، 2014–15 (كجزء من الثلاثية)، 2015–16، 2017–18، 2024–25 (كجزء من الثلاثية المحلية)
- ثنائية الدوري الإسباني ودوري أبطال أوروبا (5) (رقم قياسي مشترك):

1991–92، 2005–06، 2008–09 (كجزء من الثلاثية)، 2010–11 و2014–15 (كجزء من الثلاثية)
- ثنائية كأس ملك إسبانيا وكأس الكؤوس الأوروبية (1):

1996–97 ‏
- ثنائية كأس ملك إسبانيا وكأس الدوري الإسباني (1):

1982–83 ‏
- الثلاثية

- ثلاثية الدوري الإسباني وكأس ملك إسبانيا ودوري أبطال أوروبا (2) (رقم قياسي مشترك):

2008–09
2014–15
- السداسية

- سداسية الدوري الإسباني، كأس ملك إسبانيا، كأس السوبر الإسباني، دوري أبطال أوروبا، كأس السوبر الأوروبي وكأس العالم للأندية (1) (رقم قياسي مشترك):

2008–09
2009–10

### ألقاب أخرى
- كأس جوان غامبر:

- البطل (46) (رقم قياسي):

1966، 1967، 1968، 1969، 1971، 1973، 1974
1975، 1976، 1977، 1979، 1980، 1983، 1984
1985، 1986، 1988، 1990، 1991، 1992، 1995
1996، 1997، 1998، 1999، 2000، 2001، 2002
2003، 2004، 2006، 2007، 2008، 2010، 2011
2013، 2014، 2015، 2016، 2017، 2018، 2019
2020، 2021، 2022، 2023
- بطولة أمستردام:

- البطل (1):

2000
- كأس الخطوط الجوية القطرية 2016:

- البطل (1):

2016
- الكأس الدولية للأبطال:

- البطل (1):

2017
- كأس أودي:

- البطل (1):

2011
- كأس الدوري الإسباني-الدوري الإيطالي:

- البطل (1):

2019

### الجوائز
- جائزة لوريوس الرياضية العالمية لفريق العام
  - الفائز: 2012
  - الفائز: 2006، 2009، 2011، 2015
- جائزة الفيفا للعب النظيف
  - الفائز: 2007
- جائزة نادي القرن العشرين:
  - المركز الرابع : 1901–2000

## سجل اللاعبين

### أفضل الهدافين

#### جميع المسابقات
اعتبارًا من المباراة التي تم لعبها في 16 مايو 2021
| تصنيف | اسم              | جنسية      | سنوات               | أهداف رسمية | المجموع | المرجع.       |
| ----- | ---------------- | ---------- | ------------------- | ----------- | ------- | ------------- |
| 1     | ليونيل ميسي      | الأرجنتين  | 2004-2021           | 672         | 778     | [ 31 ]        |
| 2     | سيزار رودريغيز   | إسبانيا    | 1942–1955           | 232         | 301     | [ 32 ]        |
| 3     | لويس سواريز      | الأوروغواي | 2014-2020           | 198         | 283     | [ 34 ] [ 35 ] |
| 4     | لازلو كوبالا     | المجر      | 1950-1961           | 194         | 281     | [ 36 ]        |
| 5     | جوزيب ساميتير    | إسبانيا    | 1919-1932           | 184         | 361     | [ 37 ]        |
| 6     | جوزيب اسكولا     | إسبانيا    | 1934-1949           | 167         | 236     | [ 38 ]        |
| 7     | بولينو الكانتارا | الفلبين    | 1912-1916 1918-1927 | 143         | 395     | [ 39 ]        |
| 8     | صموئيل إيتو      | الكاميرون  | 2004-2009           | 130         | 199     | [ 42 ] [ 43 ] |
| 8     | ريفالدو          | البرازيل   | 1997-2002           | 130         | 235     | [ 44 ]        |
| 10    | ماريانو مارتن    | إسبانيا    | 1940-1948           | 128         | 214     | [ 45 ]        |

- معظم الأهداف المسجلة لنادي واحد في جميع المسابقات الرسمية (الرقم القياسي العالمي): 672- ليونيل ميسي، 2004-2021[46]
- معظم الأهداف المسجلة في الكلاسيكو: 26- ليونيل ميسي، 2004-2021'[ملاحظة 2][47]
- معظم الأهداف المسجلة في ديربي برشلونة: 25- ليونيل ميسي، 2004-2021[48]
- معظم الأهداف المسجلة في موسم واحد في جميع المسابقات الرسمية: 73- ليونيل ميسي، 2011-12[30]
- معظم الأهداف المسجلة في سنة تقويمية واحدة ( موسوعة جينيس للأرقام القياسية ): 91 ( 96 هدفًا بما في ذلك المباريات الودية للأندية)- ليونيل ميسي، 2012[49][50]
- معظم الأهداف المسجلة في مباراة واحدة: 9- جوان جامبر، ثلاث مرات، 1901–1903
- معظم الأهداف المسجلة على أرضه في موسم واحد في جميع المسابقات: 46- ليونيل ميسي، 2011-12
- معظم الأهداف المسجلة من الركلة الحرة في المسابقات الرسمية: 50- ليونيل ميسي، 2004-2021[51]
- أكبر عدد من الهاتريك في جميع المسابقات بشكل عام: 48- ليونيل ميسي، 2004-2021[52]
- أسرع هاتريك: 9 دقائق (34، 41، 43)- بيدرو، ضد خيتافي، 2013-14[53]
- أكبر عدد من الأهداف المسجلة في كأس جوان غامبر: 9 - ليونيل ميسي، 2004-2021[54]

#### مسابقات دولية
اعتبارًا من المباراة التي أقيمت في 16 فبراير 2021
- أكبر عدد من الأهداف المسجلة في كأس العالم للأندية فيفا (الرقم القياسي العالمي): 5- ليونيل ميسي، 2004-2021، لويس سواريز، 2014-2020[30]
- معظم الأهداف المسجلة في دوري أبطال أوروبا: 120- ليونيل ميسي، 2004-2021
- معظم الأهداف المسجلة في دور المجموعات من دوري أبطال أوروبا (سجل UCL): 71- ليونيل ميسي، 2004-2021
- معظم الأهداف المسجلة في كأس الاتحاد الأوروبي: 11- كارليس ريكساتش، 1972-1981
- معظم الأهداف المسجلة في كأس السوبر الأوروبي: 3- ليونيل ميسي، 2004-2021[55]
- أكبر عدد من الأهداف المسجلة في كأس الانتركونتيننتال: 1- خريستو ستويتشكوف، 1992
- معظم الأهداف المسجلة في كأس الكؤوس الأوروبية: 10- هانز كرانكل، 1978-1981
- معظم الأهداف المسجلة في كأس المعارض بين المدن: 19- خوسيه أنطونيو زالدا، 1961-1971
- تم تسجيل معظم الأهداف في موسم واحد من دوري أبطال أوروبا: 14- ليونيل ميسي، 2011-12
- معظم الأهداف المسجلة في مباراة واحدة في دوري أبطال أوروبا (سجل UCL): 5 - ليونيل ميسي ضد باير ليفركوزن في 2011-12

#### الدوري الاسباني
اعتبارًا من المباراة التي تم لعبها في 16 مايو 2021
| تصنيف | اسم               | جنسية      | سنوات               | الأهداف |
| ----- | ----------------- | ---------- | ------------------- | ------- |
| 1     | ليونيل ميسي       | الأرجنتين  | 2004-2021           | 474     |
| 2     | سيزار رودريغيز    | إسبانيا    | 1942–1955           | 190     |
| 3     | لويس سواريز       | الأوروغواي | 2014-2020           | 147     |
| 4     | لازلو كوبالا      | المجر      | 1950-1961           | 131     |
| 5     | صموئيل إيتو       | الكاميرون  | 2004-2009           | 108     |
| 6     | ماريانو مارتن     | إسبانيا    | 1940-1948           | 97      |
| 7     | جوزيب اسكولا      | إسبانيا    | 1934-1937 1940-1948 | 93      |
| 8     | باتريك كلويفرت    | هولندا     | 1998-2004           | 90      |
| 9     | إستانيسلاو باسورا | إسبانيا    | 1946-1958           | 89      |
| 10    | ريفالدو           | البرازيل   | 1997-2002           | 86      |

- أكبر عدد من الأهداف المسجلة في الدوري الإسباني : 474 (سجل الدوري الإسباني) - ليونيل ميسي، 2004-2021[30]
- أكبر عدد من الأهداف في موسم واحد من الدوري الإسباني: 50 (سجل الدوري الإسباني) - ليونيل ميسي، 2011-12.
- أكبر عدد من الأهداف على أرضه في موسم واحد من الدوري الإسباني: 35 (سجل الدوري الإسباني) - ليونيل ميسي، 2011-12.
- أكبر عدد من الأهداف خارج أرضه في موسم واحد من الدوري الإسباني: 24 (سجل الدوري الإسباني) - ليونيل ميسي 2012-13.[50]
- معظم المباريات المسجلة في موسم واحد من الدوري الأسباني: 27 (سجل الدوري الإسباني) - ليونيل ميسي 2012-13.
- أكبر عدد من الأهداف المسجلة في مباراة واحدة في الدوري : 7 (سجل الدوري الإسباني) - لازلو كوبالا ضد سبورتينغ خيخون في 1951-1952.
- أكبر عدد من الثنائيات في الدوري الاسباني : 126 (سجل الدوري الاسباني) - ليونيل ميسي، 2004-2021[56]
- أكبر عدد من هاتريكات الدوري الأسباني في موسم واحد: 8 (سجل الدوري الإسباني). - ليونيل ميسي في 2011-12.[57]
- أكبر عدد من هاتريكات الدوري الأسباني : 36 (سجل الدوري الإسباني). - ليونيل ميسي 2004-2021.[52]
- أطول عدد من الأهداف في الدوري الإسباني : 33 هدفًا، 21 مباراة (سجل الدوري الإسباني) - ليونيل ميسي 2012-13.
- أطول عدد من الأهداف في الدوري الإسباني خارج أرضه: 13 مباراة (سجل الدوري الإسباني) - ليونيل ميسي 2012-13.
- أكبر عدد من الأهداف المسجلة على أرضه في تاريخ النادي في الدوري الإسباني : 278 (سجل الدوري الإسباني) - ليونيل ميسي، 2004-2021[58]
- أكبر عدد من الأهداف المسجلة خارج الأرض في تاريخ برشلونة في الدوري الإسباني : 196 (سجل الدوري الإسباني) - ليونيل ميسي، 2004-2021[59]
- تم تسجيل معظم المباريات على أرضه في موسم واحد من الدوري الإسباني: 16 (سجل الدوري الإسباني) - ليونيل ميسي، 2011-12.
- أكثر عدد من المباريات التي تم تسجيلها خارج أرضه في موسم واحد من الدوري الإسباني: 15 (سجل الدوري الإسباني) - ليونيل ميسي 2012-13.[50]
- سجل معظم الخصوم في موسم واحد من الدوري الأسباني: 19 (سجل الدوري الإسباني) - رونالدو، 1996-1997 (42 مباراة)، ليونيل ميسي، 2012-13 (38 مباراة).[60]
- تم تسجيل معظم الأهداف على أنها قادمة كبديل في الدوري الإسباني : 25 (سجل الدوري الإسباني) - ليونيل ميسي 2004-2021
- أكبر عدد من التمريرات الحاسمة في الدوري الإسباني : 233 (سجل الدوري الإسباني) - ليونيل ميسي 2004-2021

#### كأس ديل ري
اعتبارًا من المباراة التي أقيمت في 18 أبريل 2021
| تصنيف | اسم                 | جنسية     | سنوات               | الأهداف |
| ----- | ------------------- | --------- | ------------------- | ------- |
| 1     | جوزيب ساميتير       | إسبانيا   | 1919–1932           | 65      |
| 2     | ليونيل ميسي         | الأرجنتين | 2004-2021           | 56      |
| 3     | لازلو كوبالا        | المجر     | 1950-1961           | 49      |
| 4     | سيزار رودريغيز      | إسبانيا   | 1942-1955           | 36      |
| 5     | بولينو الكانتارا    | الفلبين   | 1912-1916 1918-1927 | 35      |
| 6     | جوزيب اسكولا        | إسبانيا   | 1934-1937 1940-1948 | 34      |
| 7     | أولوجيو مارتينيز    | باراغواي  | 1956-1962           | 32      |
| 8     | أنجيل أروشا         | إسبانيا   | 1926-1933           | 29      |
| 9     | ماريانو مارتن       | إسبانيا   | 1939-1948           | 26      |
| 10    | خوسيه أنطونيو زالدا | إسبانيا   | 1961-1971           | 25      |

- معظم الأهداف المسجلة في كأس الملك : 65 - جوزيب ساميتير، 1919-1932.[30]
- معظم الأهداف المسجلة في مباراة واحدة في كأس الملك: 7 - أولوجيو مارتينيز، ضد أتلتيكو مدريد في 1956-1957.
- معظم الأهداف المسجلة في موسم واحد من بطولة كأس الملك: 21 - جوزيب ساميتير1927-1928.
- أكبر عدد من الأهداف المسجلة في كأس الدوري الإسباني : 4 - راؤول فيسينتي أماريلا، 1985-86.
- أكبر عدد من الأهداف المسجلة في كأس السوبر الإسباني : 14 (رقم قياسي) - ليونيل ميسي، 2004-2021

## سجلات حراس المرمى

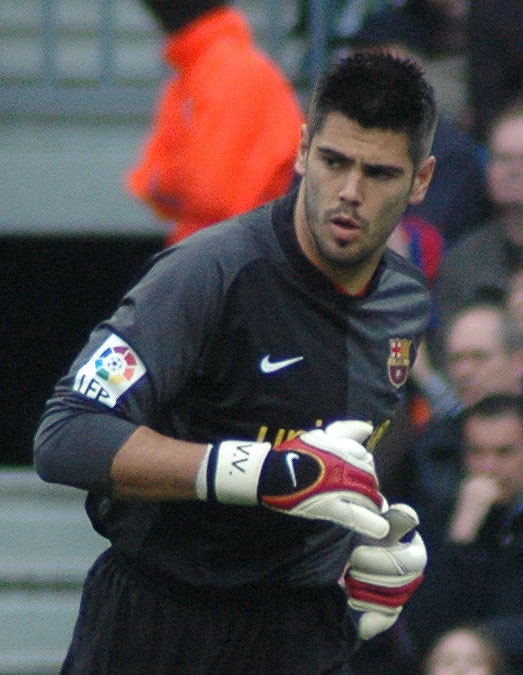
فاز فيكتور فالديز بكأس زامورا خمس مرات

- لاعبو برشلونة الذين فازوا بلقب زامورا لأفضل حارس مرمى في الدوري الإسباني. أنتوني راماليتس و فيكتور فالديس هم حراس المرمى الذين فازوا بالكأس خمس مرات لبرشلونة:[30]
  -  خوان زامبوديو فيلاسكو : (1) 1947–48
  -  أنطوني راماليتس : (5) 1951–52، 1955–56، 1956–57، 1958–59، 1959–60
  -  خوسيه مانويل بيسودو : (1) 1965–666
  -  سلفادور سادورني : (3) 1968–69، 1973–74، 1974–75
  -  ميغيل رينا : (1) 1972-73
  -  بيدرو ماريا أرتولا : (1) 1977-78
  -  خافيير أوروتيكويتشيا : (1) 1983-84
  - أندوني زوبيزاريتا : (1) 1986-87
  - فيكتور فالديس : (5) 2004-05، 2008-09، 2009-10، 2010-11، 2011-12
  - كلاوديو برافو : (1) 2014-15
  - مارك أندريه تير شتيغن : (1) 2022-23
- أطول فترة بدون هدف:
  -  لعب فيكتور فالديس 896 دقيقة دون أن يستقبل شباكه أي هدف في جميع المسابقات في موسم 2011-12 (من الدقيقة 22 من المباراة الخامسة إلى الدقيقة العشرين من المباراة الثانية عشرة). أقيمت ست مباريات بالدوري الإسباني وثلاث مباريات في دوري أبطال أوروبا دون أن تهتز شباكها أي هدف.
  -  لعب ميغيل رينا 824 دقيقة دون أن يستقبل شباكه أي هدف في الدوري الإسباني موسم 1972-73 (من الدقيقة 53 من المباراة 14 إلى الدقيقة 67 من المباراة 23).
- معظم الملاءات النظيفة:
  -  لعب فيكتور فالديس 535 مباراة رسمية حافظ فيها على شباكه نظيفة في 237 مباراة، أو 44.3% من المباريات. الرقم القياسي السابق كان محتفظ به من قبل أندوني زوبيزاريتا  الذي لعب 410 مباراة رسمية حافظ منها على نظافة شباكه في 173 مباراة أي بنسبة 42.2% من المباريات.
- معظم الشباك النظيفة في الموسم:[61]
  - 33 في 2014-15 : 23 احتفظ بها كلاوديو برافو  (الكل في الليغا)، 10 احتفظ بها مارك أندريه تير شتيجن  6 في دوري الأبطال و 4 في كأس الملك.
- معظم أوراق كلين التي سجلها حارس في موسم الدوري الإسباني:[62]
  - 26 أبقى من قبل مارك أندريه تير شتيغن  في 2022-23.
- حارس المرمى صاحب أفضل متوسط أهداف استقبلت شباكه في التاريخ:
  - فيكتور فالديس  في موسم 2010-11 بمتوسط 0.50 هدف ( 16 هدفًا في 32 مباراة).
- أفضل بداية لم تهزم:[62]
  - 754 دقيقة كلاوديو برافو في 2014-15.

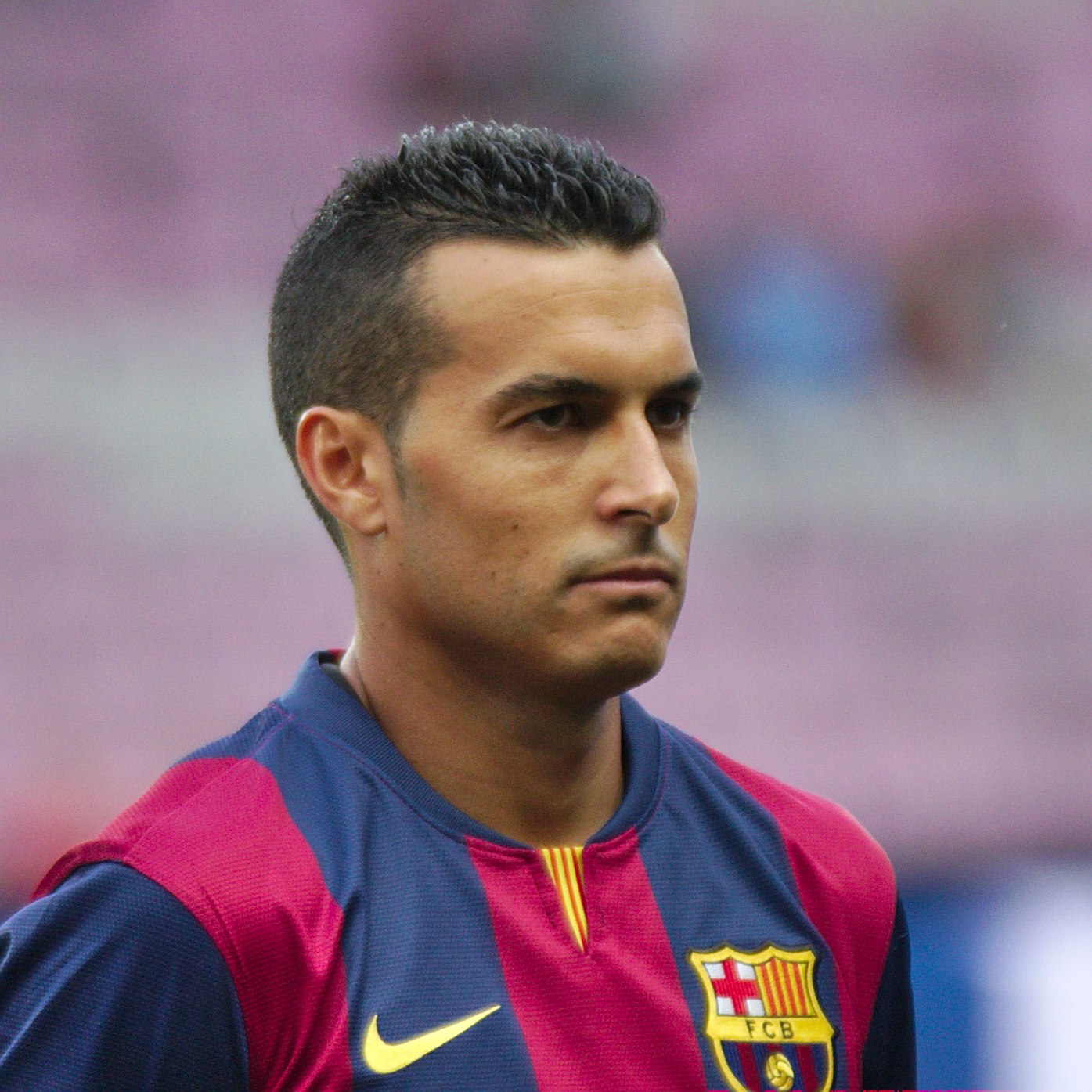
أصبح بيدرو أول لاعب في التاريخ يسجل في ست مسابقات مختلفة في موسم واحد

## سجلات المدربين
- أول مدير بدوام كامل: جون بارو.[63]
- معظم المواسم كمدرب: جاك غرينويل، تسع سنوات في فترتين من عام 1917 إلى عام 1924 ومن عام 1931 إلى عام 1933.[30]
- معظم المواسم المتتالية كمدرب: يوهان كرويف، أدار النادي لمدة ثماني سنوات بين عامي 1988 و 1996.
- معظم المباريات التي لم تهزم في موسم الدوري الاسباني: 37 بيب جوارديولا في موسم 2009-10 و إرنستو فالفيردي في موسم 2017-18
- معظم المباريات المتتالية التي لم يهزم فيها أحد في موسم الدوري الإسباني: 36 إرنستو فالفيردي، بين يومي 1 و 34 (أقيمت الجولة 34 بعد الجولة 36) في موسم 2017-18
- معظم المباريات المتتالية التي لم تُهزم خارج أرضه في موسم من الدوري الإسباني: 16 بيب جوارديولا، بين 29 أغسطس 2010 (الجولة الأولى) و 23 أبريل 2011 (الجولة 33) في موسم 2010-11
- تم الفوز في معظم المباريات المتتالية خارج الأرض في الدوري الإسباني: 10 بيب جوارديولا، بين 29 أغسطس 2010 (الجولة 1) و 29 يناير 2011 (الجولة 21) في موسم 2010-11
- فاز بمعظم الألقاب كمدرب: بيب جوارديولا، 14 لقباً من أصل 19 ممكنًا بين أغسطس 2008 ومايو 2012.
- المدربون الذين فازوا بالثلاثية :[64]
  -  بيب جوارديولا في 2008-09.
  - لويس إنريكي في 2014-15.

### الجوائز الفردية للمدربين أثناء تدريب برشلونة
- مدربي برشلونة الذين فازوا بجائزة أفضل مدرب في العالم :
  -  بيب جوارديولا : (1) 2011
  -  لويس إنريكي : (1) 2015
- مدربي برشلونة الذين فازوا بجائزة أفضل مدرب في العالم IFFHS :
  -  فرانك ريكارد : (1) 2006
  -  بيب جوارديولا : (2) 2009، 2011
  -  لويس إنريكي : (1) 2015

## سجلات الفريق
تتضمن سجلات فريق برشلونة ما يلي:

### الدوري الاسباني

#### نقاط
- معظم النقاط في الموسم:[66]
  - 100 نقطة في موسم 2012–13 (رقم قياسي للدوري الإسباني).
- الفريق الحاصل على أكبر عدد من النقاط في نهاية الشوط الأول من الدوري:[67]
  - 55 نقطة خلال موسم 2012–13 (رقم قياسي للدوري الإسباني).
- الفريق الحاصل على أكبر عدد من النقاط في نهاية الشوط الثاني من الدوري:[68]
  - 50 نقطة خلال موسم 2009–10.
  - 50 نقطة خلال موسم 2024–25.
- أقصى فرق على الوصيف:[67]
  - 15 نقطة على ريال مدريد في موسم 2012–13 (رقم قياسي للدوري الإسباني).

#### الأهداف

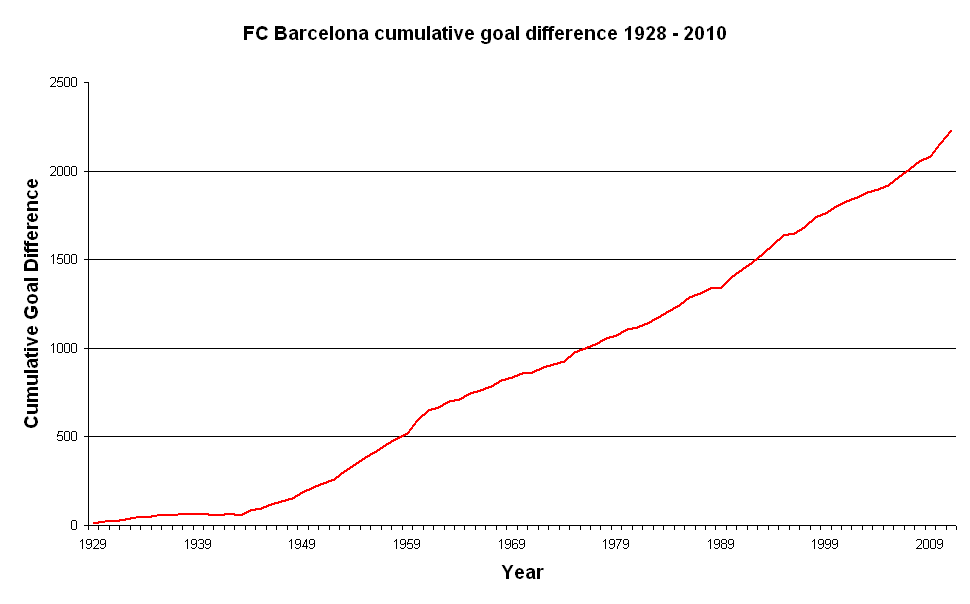
رسم بياني يوضح التقدم في فارق الأهداف التراكمي لبرشلونة في الدوري الإسباني

- أكبر عدد من الأهداف المسجلة خارج أرضه في موسم دوري:
  - تم تسجيل 52 هدفاً في موسم 2012-13.[68][69]
- الموسم مع أفضل فارق أهداف في موسم الدوري:
  - +89 في موسم 2014-15.[65][70]
- الموسم الذي سجل فيه أكبر عدد من الأهداف في مباريات الدوري:
  - في موسم 2016-2017، سجل النادي ما مجموعه 116 هدفًا في 38 مباراة.[65][69]
- الموسم بأقل عدد من الأهداف المسجلة في مباريات الدوري:
  - سجل النادي إجمالي عدد 32 هدفاً في 22 مباراة في موسم 1939-40.[65][71]
- أول فريق إسباني يسجل في جميع المباريات خارج أرضه في موسم من الدوري الإسباني:
  - في موسم 2010-11، 19 مباراة[72]
- الموسم مع أقل عدد من الأهداف التي تم تلقيها في مباريات الدوري:
  - تلقى النادي إجمالي عدد 18 هدفًا في 30 مباراة في موسم 1968-1969.[65][73]
  - تلقى النادي إجمالي عدد أهداف 21 في 38 في موسم 2010-11.
- الموسم الذي استقبلت شباكه أكبر عدد من الأهداف:
  - تلقى النادي إجمالي عدد الأهداف 66 في 26 مباراة في موسم 1941-1942.[65][74]
- تم تسجيل معظم الأهداف في السنة التقويمية - جميع المسابقات:[30]
  - 180 هدفا في عام 2015

#### الشرائط
- ألقاب الدوري الإسباني المتتالية[68][75]
  - فاز بأربعة ألقاب للبطولات: 1990-1991، 1991-1992، 1992-93، 1993-1994.
- أطول مباريات متتالية بدون هزيمة في الدوري الإسباني ( رقم قياسي ):[65]
  - 43 مباراة، موسم 2016-17 و2017-18.
- أطول مباريات متتالية بدون هزيمة على أرضه في الدوري الإسباني:[65]
  - 67 مباراة من لعبة 25 موسم 1972-73 إلى لعبة 21 موسم 1976-77.
- أطول مباريات متتالية بدون هزيمة خارج أرضه في الدوري الإسباني ( رقم قياسي ):[65][76]
  - 23 مباراة (14 فبراير 2010 إلى 30 أبريل 2011)
- أطول مباريات متتالية بدون هزيمة في الدوري الإسباني منذ المباراة الأولى:[65]
  - 36 مباراة أولى في موسم 2017-18.
- أطول سلسلة انتصارات في الدوري الاسباني ( الرقم القياسي ):[65]
  - 16 مباراة في موسم 2010-11.
- أطول سلسلة انتصارات على أرضه في الدوري الإسباني:[65]
  - 39 مباراة بين المباراة 22 لموسم 1957-1958 إلى المباراة 8 لموسم 1960–61.
- أطول فترة فوز في المباريات خارج أرضه في الدوري الإسباني ( رقم قياسي ):[77]
  - 12 مباراة (1 مايو 2010 حتى 12 فبراير 2011)
- أطول التهديف متتالية في الدوري الاسباني ( رقم قياسي ):[66]
  - 72 مباراة (4 فبراير 2012 إلى 19 أكتوبر 2013 )
- أطول عدد من الأهداف على أرضه في الدوري الإسباني:[65]
  - 88 مباراة بين المباراة 22 لموسم 1951–52 إلى المباراة 18 لموسم 1957–1958.
- أطول عدد من الأهداف المتتالية في المباريات خارج أرضه في الدوري الإسباني ( رقم قياسي ):[66]
  - 26 مباراة، من المباراة 35 (1 مايو 2010) من موسم 2009-10 حتى المباراة 12 (6 نوفمبر 2011) لموسم 2011-12.
- معظم الانتصارات المتتالية وأفضل البداية خارج أرضه في الدوري الإسباني ( رقم قياسي ):[65]
  - 10 انتصارات في موسم 2010-11.
- أكبر فوز على أرضه في الدوري الإسباني:[65]
  - فاز 10-1 على خيمناستيك طركونة في 1949-1950.
- أكبر فوز خارج أرضه في الدوري الأسباني ( رقم قياسي ):[65]
  - 0-8 فوق لاس بالماس في 1959-60.
  - 0–8 فوق المرية في 2010–11.
  - 0-8 فوق قرطبة في 2014-15.
  - 0–8 فوق ديبورتيفو لاكورونيا في 2015–16.
- أكبر هزيمة في الدوري الاسباني:[78]
  - خسر 12-1 أمام أتلتيك بلباو في 1930-1931.
- معظم المباريات المتتالية كقائد للدوري الإسباني:[79]
  - 59 مباراة (من اليوم الأول لموسم 2012-13 إلى الجولة 21 لموسم 2013-14 ).

### دولي
- الفريق الوحيد الذي ظهر في كل عام من المسابقة القارية:[65]
  - شارك برشلونة منذ التأسيس عام 1955.
- أعلى فوز في المسابقات الأوروبية في المباريات المنزلية:[65]
  - 8-0 فوق أبولون ليماسول (قبرص) في عام 1982 و8-0 فوق بيتشوف (سلوفاكيا) في عام 2003.
- أعلى فوز في المنافسة الأوروبية في المباريات الخارجية:[65]
  - 0-7 فوق هبوعيل بئر السبع (إسرائيل) في كأس الاتحاد الأوروبي 1995-96.
- معظم الانتصارات المتتالية في دوري أبطال أوروبا:[65]
  - 11 انتصاراً خلال موسم 2002–03.
- أكبر عدد من الأهداف في موسم دوري أبطال أوروبا:[65]
  - 45 هدفا خلال موسم 1999-2000.
- معظم الكرات الذهبية في كأس العالم فيفا فاز بها لاعبو فريق واحد:
  - 3 - يوهان كرويف فاز عام 1974، روماريو عام 1994، و ليونيل ميسي 2014.
- معظم الكرات الذهبية في كأس العالم للأندية فيفا فاز بها لاعبو فريق واحد:
  - 4 - ديكو (فاز عام 2006)، ليونيل ميسي (فاز عامي 2009 و 2011)، و لويس سواريز (فاز عام 2015).
- معظم الفائزين بالكرة الذهبية من قبل لاعبين من نادٍ واحد:[80]
  - 12 - ليونيل ميسي (فاز في أعوام 2009 و 2010 و 2011 و 2012 و 2015 و 2019 و2021)، يوهان كرويف (فاز عامي 1973 و 1974)، لويس سواريز (فاز عام 1960)، خريستو ستويتشكوف (فاز عام 1994)، ريفالدو (فاز عام 1999)، و رونالدينيو (فاز عام 2005).
- معظم جوائز الحذاء الذهبي الأوروبية التي فاز بها لاعبو فريق واحد:
  - 8 - رونالدو (فاز عام 1997)، ليونيل ميسي (فاز في 2010 و 2012 و 2013 و 2017 و 2018 و 2019) و لويس سواريز (فاز عام 2016).
- الفريق الوحيد الذي مثله المتنافسون الثلاثة النهائيون في حفل كرة فيفا الذهبية:
  - في عام 2010، كان المتنافسون الثلاثة الأخيرون هم لاعبو برشلونة ليونيل ميسي، أندريس إنييستا و تشافي.
- الفريق الوحيد الذي مُثلت أكاديمية الشباب من قبل المتنافسين الثلاثة النهائيين في حفل فيفا Ballon dOr Gala:
  - في عام 2010، كان المتنافسون الثلاثة الأخيرون هم لاعبو أكاديمية برشلونة للشباب ليونيل ميسي، أندريس إنييستا و تشافي.
- الفريق الوحيد الذي حصل على جميع الجوائز (الحذاء الذهبي والكرة الذهبية والكرة الفضية والكرة البرونزية وجائزة اللعب النظيف) في كأس العالم للأندية فيفا واحدة:[81]
  - في عام 2015، فاز لويس سواريز بالكرة الذهبية والحذاء الذهبي، فاز ليونيل ميسي بالكرة الفضية، وفاز أندريس إنييستا بالكرة البرونزية، وحصل برشلونة على جائزة اللعب النظيف.

### جميع المسابقات
- أول فريق على الإطلاق يفوز بالثلاثية مرتين في أوروبا:[82][83]
  - فاز برشلونة بكأس إسبانيا والدوري الإسباني ودوري أبطال أوروبا في موسم 2008-09 وفي 2014-15.
- السنة التي حصدت معظم الألقاب:[84]
  - فريق كرة القدم الإسباني الوحيد الذي فاز بستة ألقاب في عام واحد وأكمل السداسي بالفوز (في عام 2009): كأس إسبانيا، الدوري الإسباني، كأس أوروبا، كأس السوبر الإسباني، كأس السوبر الأوروبي وكأس العالم للأندية.
- الفريق صاحب أكبر عدد من الألقاب الإسبانية: 109.[65]
- النادي الإسباني بأكبر عدد من الألقاب الرسمية: 124.[65]
- الموسم الحاصل على أكبر عدد من الألقاب (الرقم القياسي في كرة القدم الإسبانية):[65]
  - خمسة ألقاب في 1951–52 : الدوري الإسباني وكأس الملك وكأس لاتين وكوبا إيفا دوارتي وكوبا مارتيني وروسي.
- أكبر فوز في أي منافسة:[65]
  - 18–0، في كأس ماكايا : تاراغونا 0-18 برشلونة عام 1901.
- أكبر فوز في مباراة ودية:[68]
  - 20–1، سميلده (هولندا) 1–20 برشلونة عام 1992.
- أطول سلسلة بدون هزيمة في جميع المباريات التنافسية:[85]
  - 39 مباراة في موسم 2015–16
- أطول فترة فوز في المباريات التنافسية:[65]
  - 19 مباراة في كل من المباريات المحلية والدولية خلال موسم 2005-06 : 13 في الدوري، 3 في دوري أبطال أوروبا، 2 في الكأس الإسبانية ومباراة واحدة في الكأس الكاتالونية.
- أكثر عدد مرات فوز متتالية خارج أرضه:[65]
  - 13 مباراة خلال موسم 2008-09 : 8 في الدوري و 3 في دوري أبطال أوروبا و 2 في كأس الملك (وهو أيضاً

رقم قياسي في كرة القدم الإسبانية).
- أطول عدد من الأهداف في جميع المسابقات:[66]
  - 44 مباراة: 36 مباراة في الدوري بين المباراة 9 (22 نوفمبر 1942) في موسم 1942-1943 والمباراة 18 (6 فبراير 1944) في موسم 1943-44، و 8 مباريات في الكأس عام 1943.
- أكبر عدد من الأهداف في موسم واحد - جميع المسابقات:[30]
  - 190 في 2011-12
- معظم الأهداف التي سجلها لاعبو نظام الشباب:
  - من بين 190 هدفًا تم تسجيلها في موسم 2011-12، تم تسجيل 150 هدفًا من قبل لاعبين من نظام شباب برشلونة (وهو أيضاً رقم قياسي في كرة القدم الإسبانية).
- أكبر عدد من الهدافين في المباريات الرسمية في موسم واحد:
  - في موسم 2010-11، سجل 23 لاعبًا من برشلونة هدفًا واحدًا على الأقل في المسابقات الرسمية (وهو أيضاً رقم قياسي في كرة القدم الإسبانية).
- أكبر عدد من الانتصارات في موسم واحد:[61]
  - 50 مباراة في موسم 2014-2015، من أصل 60 مباراة محتملة (وهو أيضاً رقم قياسي في كرة القدم الإسبانية).
- معظم المباريات التي لم يهزمها فريق إسباني - جميع المسابقات:
  - 34 في موسم 2015–16
- أكبر عدد مرات فوز متتالي خارج أرضه:[61]
  - 13 مباراة خلال موسم 2008-09.

### قيمة الانتقالات المدفوعة
| تصنيف | اسم                 | جنسية           | من عند           | قيمة التحويل ( £ ملايين) | قيمة التحويل (ملايين يورو) | عام  | المرجع                      |
| ----- | ------------------- | --------------- | ---------------- | ------------------------ | -------------------------- | ---- | --------------------------- |
| 1     | فيليبي كوتينيو      | البرازيل        | ليفربول          | 105 جنيهات إسترلينية     | 120 يورو                   | 2018 | [ 86 ]                      |
| 1     | أنطوان غريزمان      | فرنسا           | أتلتيكو مدريد    | 107.7 جنيه إسترليني      | 120 يورو                   | 2019 | [ 87 ]                      |
| 3     | عثمان ديمبيلي       | فرنسا           | بوروسيا دورتموند | 97 جنيهًا إسترلينيًا       | 105 يورو                   | 2017 | [ 88 ] [ 89 ] [ 90 ]        |
| 4     | نيمار               | البرازيل        | سانتوس           | 78 جنيهًا إسترلينيًا       | 88.2 يورو                  | 2013 | [ 91 ]                      |
| 5     | لويس سواريز         | الأوروغواي      | ليفربول          | 75 جنيهًا إسترلينيًا       | 82.3 يورو                  | 2014 | [ 92 ] [ 93 ] [ 94 ] [ 95 ] |
| 6     | فرينكي دي يونغ      | هولندا          | اياكس            | 65 جنيهًا إسترلينيًا       | 75 يورو                    | 2019 | [ 96 ]                      |
| 7     | زلاتان إبراهيموفيتش | السويد          | انتر ميلان       | 59 جنيهًا إسترلينيًا       | 69.5 يورو                  | 2009 | [ 99 ] [ 100 ]              |
| 8     | ميراليم بيانيتش     | البوسنة والهرسك | يوفنتوس          | 54.8 جنيه إسترليني       | 60 يورو                    | 2020 | [ 101 ]                     |

### تم استلام قيمة الانتقالات
| تصنيف | اسم            | جنسية      | إلى                 | قيمة التحويل ( £ ملايين) | قيمة التحويل (ملايين يورو) | تاريخ         | المرجع                          |
| ----- | -------------- | ---------- | ------------------- | ------------------------ | -------------------------- | ------------- | ------------------------------- |
| 1     | نيمار          | البرازيل   | باريس سان جيرمان    | 198 جنيهًا إسترلينيًا      | 222 يورو                   | 2 أغسطس 2017  | [ 102 ] [ 103 ] [ 104 ] [ 105 ] |
| 2     | آرثر ميلو      | البرازيل   | يوفنتوس             | 66 جنيهًا إسترلينيًا       | 72 يورو                    | 29 يونيو 2020 | [ 106 ]                         |
| 3     | لويس فيغو      | البرتغال   | ريال مدريد          | 37 جنيهًا إسترلينيًا       | 62 يورو                    | 24 يوليو 2000 | [ 107 ] [ 108 ]                 |
| 4     | أليكسيس سانشيز | تشيلي      | ارسنال              | 35 جنيهًا إسترلينيًا       | 42.5 يورو                  | 10 يوليو 2014 | [ 109 ] [ 110 ]                 |
| 5     | باولينيو       | البرازيل   | قوانغتشو إيفرجراندي | 38.4 جنيه إسترليني       | 42 يورو                    | 2 يناير 2019  | [ 111 ]                         |
| 6     | مالكوم         | البرازيل   | زينيت سانت بطرسبرغ  | 36.6 جنيه إسترليني       | 40 يورو                    | 2 أغسطس 2019  | [ 112 ]                         |
| 7     | ياسبر سيلسن    | هولندا     | فالنسيا             | 31.5 جنيه إسترليني       | 35 يورو                    | 25 يونيو 2019 | [ 113 ]                         |
| 8     | سيسك فابريغاس  | إسبانيا    | تشيلسي              | 30 جنيهًا إسترلينيًا       | 33 يورو                    | 12 يونيو 2014 | [ 114 ] [ 115 ]                 |
| 9     | ياري مينا      | كولومبيا   | إيفرتون             | 27 جنيهًا إسترلينيًا       | 30.25 يورو                 | 9 أغسطس 2018  | [ 116 ]                         |
| 10    | يايا توريه     | ساحل العاج | مانشستر سيتي        | 24 جنيهًا إسترلينيًا       | 30 يورو                    | 2 يوليو 2010  | [ 117 ] [ 118 ]                 |

## هوامش
1. ↑  Initial £105 million plus reported £37 million bonuses
2. ↑  Initial €105 million plus reported €40 million bonuses
3. ↑  Initial €60 million plus reported €5 million bonuses
4. ↑  Initial €72 million plus reported €10 million bonuses

1. ↑  تم الاعتراف بـكأس إيفا دوارتي وتنظيمه بهذا الاسم فقط من قبل الاتحاد الملكي الإسباني لكرة القدم منذ عام 1947 حتى عام 1953م ، وبالتالي لم يتم تضمين فوز برشلونة "كوبا دي أورو الأرجنتين" لعام 1945 في هذا العدد ، أي فقط جوائز 1948 و 1952 و 1953م.
2. ↑  هذا لا يشمل الهدف المسجل في الكأس الدولية للأبطال 2017.

## وصلات خارجية
لا توجد روابط لمواقع التواصل الاجتماعي.

- (بالعربية)